# Jacques Favreau
 (avril 2017).
Si vous disposez d'ouvrages ou d'articles de référence ou si vous connaissez des sites web de qualité traitant du thème abordé ici, merci de compléter l'article en donnant les références utiles à sa vérifiabilité et en les liant à la section « Notes et références ».
Pour les articles homonymes, voir Favreau.
Jacques Favreau, né le 3 août 1934 à Monastir (Tunisie, alors sous protectorat français), est un militaire français, officier général de l'armée de terre française.

## Biographie
Jacques Favreau est le fils de Gabriel Favreau (1910-1976), général de la Légion étrangère, qui s’est illustré à Damour en Syrie (1941), au djebel Mansour en Tunisie (1943) et à la bataille de Na San durant la guerre d'Indochine en 1952.
Il effectue ses études au collège Stanislas à Paris et est admis à l’École spéciale militaire de Saint-Cyr en 1955, il appartient à la promotion Franchet d’Esperey.
Nommé sous-lieutenant en 1958, il opte à la fin de l’École d’application de l’infanterie pour la Légion étrangère et choisit le 1er régiment étranger de parachutistes (REP). Affecté à la 1re compagnie du capitaine Pierre Sergent, il est gravement blessé en Kabylie en 1960. Pendant sa convalescence, il est nommé commandant de quartier du camp de Zéralda auprès du commandant Hélie Denoix de Saint Marc. 
Après la dissolution du 1er REP, il est affecté  en septembre 1961 au 16e Régiment de Tirailleurs Mécanisés(RTM)[Quoi ?] à Neustadt en Allemagne.
De 1966 à 1969, il commande une compagnie de Légion étrangère à Corte. Il fait ensuite  l’École de Guerre jusqu’en 1971 et est affecté à Montpellier à l’École d’application de l’infanterie jusqu’en 1975. Inspection de l’infanterie à Paris entre 1976 et 1978, puis chef de corps du 92e régiment d’Infanterie à Clermont Ferrand de 1980 à 1982, chef d’état-major de la 5e région militaire jusqu’en 1985, il est affecté sous-chef Emploi à l’Etat Major de l'Armée de terre (EMAT)[Quoi ?] jusqu’en 1986, il prend ensuite le commandement de la 6e division légère blindée à Nîmes jusqu’en 1988.
Adjoint opérationnel du 3e corps d’armée puis major général de la 2e région militaire à Lille, il fut inspecteur de la défense opérationnelle du territoire en 1990-1991.
Contrôleur général des armées en mission extraordinaire (1991-1994), il fut chargé de mission au ministère de la Défense de 1994 à 1999.
Il se consacre aujourd’hui à l’écriture d’ouvrages historiques.

## Décorations

### Intitulés
- Commandeur de la Légion d'honneur.
- Grand officier de l'ordre national du Mérite.
- Croix de la Valeur militaire avec une palme et deux citations.
- Médaille des blessés de guerre.

## Publications
- Nasan, la victoire oubliée, Paris, Economica, 1999, 208 p. (ISBN 2-7178-3940-2, lire en ligne)
- Les régiments d’Auvergne, Yveline, 2009, 150 p. (ISBN 978-2-84668-213-8 et 2-84668-213-5)

Lieutenant au 1er REP, Italiques, 2012, 320 p. (ISBN 978-2-910536-81-7 et 2-910536-81-5, lire en ligne)
- Guerre de Syrie, La bataille de Damour, Economica, 2013, 240 p. (ISBN 978-2-7178-6584-4 et 2-7178-6584-5)
- La campagne de Tunisie, Economica, 2016, 240 p. (ISBN 978-2-7178-6584-4 et 2-7178-6584-5)

## Télévision
- Interrogé dans 1981 : C'est quoi le service militaire obligatoire ? Archives INA, minute 4:20 [1]